# 마녀모

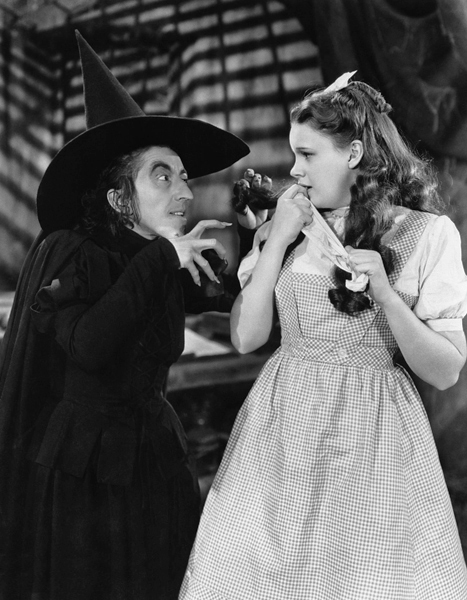
1939년 영화 오즈의 마법사의 마녀.

마녀모(witch hat)는 대중문화에서 마녀를 묘사할 때 쓰고 나오는 모자다. 운두가 고깔처럼 뾰족하고 차양이 매우 넓다.
마녀모의 기원이 무엇인지에 대해서는 명확한 정설이 없다.
혹설에서는 중세의 반유대주의에서 비롯되었다고 한다. 1215년 제4차 라테란 공의회에서 유대인들은 유대모라는 고깔모를 써서 자신이 유대인이라는 것을 드러내고 다녀야 한다고 규정했다. 이 유대모가 흑마술, 사탄숭배 등 유대인들에게 제기된 누명들과 결부되어 마녀모가 되었다는 설이다.
또다른 설에서는 그리스-로마의 밀교인 미트라교 신자들이 착용한 프리기아모에서 유래되었다고도 한다.
가내에서 수제로 맥주를 빚어 팔던 여자들(에일와이프)이 쓰던 특유의 모자에서 유래되었다는 설도 있다. 이 설에서는 남성들이 지배하고 있던 맥주업계에 여자들이 진출하는 것을 못마땅하게 여겨 에일와이프의 뾰족모자가 마녀의 상징이 되었다고 한다. 본초학에 지식이 있는 여자 약재사가 가장 흔하게 마녀로 몰리곤 했다는 것을 생각해 볼 때, 에일와이프 역시 마녀몰이를 당했을 수 있다는 설이다.

## 같이 보기
- 프리기아 모자